# العلاقات البنمية الميانمارية
العلاقات البنمية الميانمارية هي العلاقات الثنائية التي تجمع بين بنما وميانمار.

## مقارنة بين البلدين
هذه مقارنة عامة ومرجعية للدولتين:
| وجه المقارنة                                              | بنما                      | ميانمار          |
| --------------------------------------------------------- | ------------------------- | ---------------- |
| المساحة (كم2)                                             | 74.18 ألف                 | 676.58 ألف       |
| عدد السكان (نسمة)                                         | 4.10 مليون                | 53.37 مليون      |
| الكثافة السكانية (ن./كم²)                                 | 55.27                     | 78.88            |
| العاصمة                                                   | بنما                      | نايبيداو، يانغون |
| اللغة الرسمية                                             | اللغة الإسبانية           | اللغة البورمية   |
| العملة                                                    | بالبوا بنمي، دولار أمريكي | كيات ميانماري    |
| الناتج المحلي الإجمالي (بليون دولار)                      | 61.84 مليار               | 69.32 مليار      |
| الناتج المحلي الإجمالي (تعادل القوة الشرائية) بليون دولار | 87.37 مليار               | 282.95 مليار     |
| الناتج المحلي الإجمالي الاسمي للفرد دولار أمريكي          | 13.27 ألف                 | 1.16 ألف         |
| الناتج المحلي الإجمالي للفرد دولار أمريكي                 | 20.89 ألف                 |                  |
| مؤشر التنمية البشرية                                      | 0.780                     | 0.536            |
| رمز المكالمات الدولي                                      | +507                      | +95              |
| رمز الإنترنت                                              | .pa                       | .mm              |
| المنطقة الزمنية                                           | 00                        | ت ع م+06:30      |

## منظمات دولية مشتركة
يشترك البلدان في عضوية مجموعة من المنظمات الدولية، منها:
| علم المنظمة | اسم المنظمة                        | تاريخ انضمام بنما | تاريخ انضمام ميانمار |
| ----------- | ---------------------------------- | ----------------- | -------------------- |
|             | مؤسسة التنمية الدولية              | 1 سبتمبر 1961     | 5 نوفمبر 1962        |
|             | منظمة التجارة العالمية             | ?                 | ?                    |
|             | مؤسسة التمويل الدولية              | 20 يوليو 1956     | 3 ديسمبر 1956        |
|             | منظمة حظر الأسلحة الكيميائية       | ?                 | ?                    |
|             | الأمم المتحدة                      | 13 نوفمبر 1945    | 19 أبريل 1948        |
|             | الاتحاد الدولي للاتصالات           | 14 يوليو 1914     | 15 سبتمبر 1937       |
|             | منظمة الشرطة الجنائية الدولية      | ?                 | ?                    |
|             | البنك الدولي للإنشاء والتعمير      | 14 مارس 1946      | 3 يناير 1952         |
|             | الاتحاد البريدي العالمي            | ?                 | ?                    |
|             | وكالة ضمان الاستثمار متعدد الأطراف | 21 فبراير 1997    | 16 ديسمبر 2013       |
|             | يونسكو                             | 10 يناير 1950     | 27 يونيو 1949        |

## وصلات خارجية
- موقع وزارة الخارجية البنمية
- موقع وزارة الخارجية الميانمارية